# Will Witherspoon
William "Will" Cordell Witherspoon (født 19. august 1980 i San Antonio, Texas, USA) er en amerikansk footballspiller, der spiller i NFL som linebacker for Tennessee Titans. Witherspoon kom ind i ligaen i 2002 og har tidligere optrådt for Carolina Panthers, St. Louis Rams og Philadelphia Eagles.
Witherspoon var en del af det Carolina Panthers-hold, der i 2004 spillede sig frem til Super Bowl XXXVIII. Her måtte man dog efter en tæt kamp se sig besejret af New England Patriots. 

## Klubber
- 2002-2005: Carolina Panthers
- 2006-2009: St. Louis Rams
- 2009: Philadelphia Eagles
- 2010-: Tennessee Titans